# Jacqueline Dieudonné
Jacqueline Dieudonné (* 30. Juni 1933 in Mérignac als Jacqueline Baillergeau) ist eine ehemalige französische Turnerin.

## Karriere
Jacqueline Dieudonné nahm an den Olympischen Sommerspielen 1956 in Melbourne im Wettkampf am Stufenbarren teil, wo sie den letzten Platz belegte. Bei den Olympischen Sommerspielen 1960 in Rom ging sie an allen Geräten an den Start und erzielte mit Platz 23 im Bodenturnwettkampf ihr bestes Resultat. 
Sie wurde 1960, 1961 und 1962 französische Meisterin im Einzelmehrkampf.